# Klaus Sommer (Numismatiker)

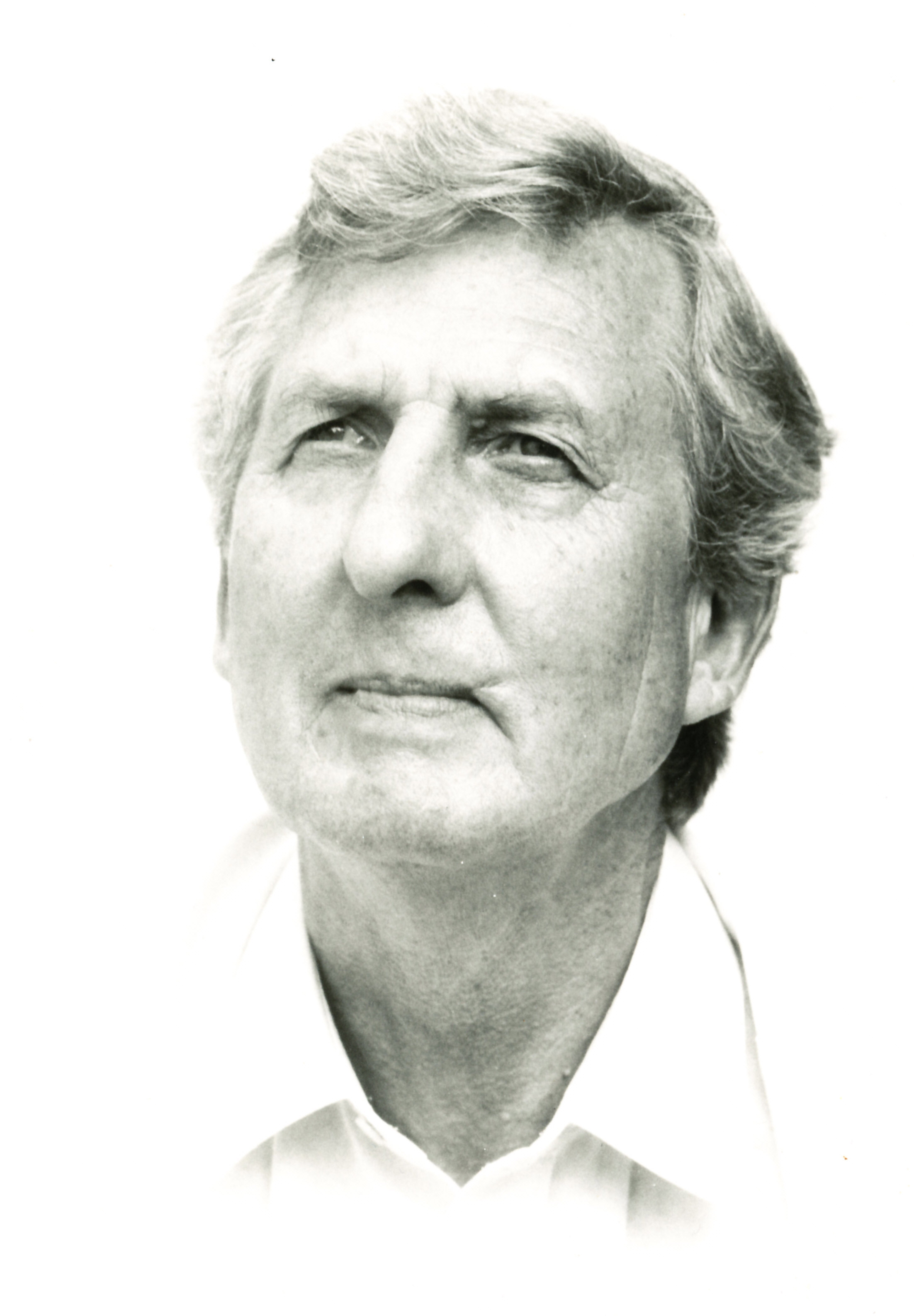
Klaus Sommer (1994)

Klaus Sommer (* 11. Dezember 1927 in Berlin-Lankwitz; † 10. November 1994 in Krefeld) war ein deutscher Numismatiker. 
Nach einer Ausbildung zum Industriekaufmann arbeitete Klaus Sommer als Textilkaufmann bei der Verseidag in Krefeld. Seit 1975 forschte er zu Medaillen und Medailleuren des 18. bis 19. Jahrhunderts. Für seine Arbeiten erhielt er 1978, 1982 und 1987 den Eligiuspreis. 1986 initiierte er zusammen mit seiner Tochter Susanne Sommer die Ausstellung „Krefeld unter Friedrich dem Großen“ in der Sparkasse Krefeld.

## Schriften (Auswahl)
- Die Medaillen des königlich-preussischen Hof-Medailleurs Daniel Friedrich Loos und seines Ateliers. Biblio-Verlag, Osnabrück 1981, ISBN 3-7648-1198-6.
- Friedrich Wilhelm Kullrich – Königlicher Hof-Medailleur in Berlin: Sein Leben und Werk. In: Numismatisches Nachrichten-Blatt, Heft 10/1982, Jg. 31, S. 292–319.
- Die Medaillen der königlich-preussischen Hof-Medailleure Christoph Carl Pfeuffer und Friedrich Wilhelm Kullrich. Osnabrück 1986.
- Nachtrag zu Die Medaillen der königlich-preussischen Hof-Medailleure Christoph Carl Pfeuffer und Friedrich Wilhelm Kullrich. Osnabrück 1989.
- Emil Weigand, sein Medaillenwerk. Osnabrück 1989.
- Leonhard Posch: Profil-Porträtist der Hautevolee in Wien und Berlin. In: Weltkunst, Heft 20/1994, Jg. 64, S. 2664–2668.

| Personendaten    | Personendaten          |
| ---------------- | ---------------------- |
| NAME             | Sommer, Klaus          |
| KURZBESCHREIBUNG | deutscher Numismatiker |
| GEBURTSDATUM     | 11. Dezember 1927      |
| GEBURTSORT       | Berlin-Lankwitz        |
| STERBEDATUM      | 10. November 1994      |
| STERBEORT        | Krefeld                |